# Dipodillus rupicola
Espèce
Statut de conservation UICN

 LC  : Préoccupation mineure
Dipodillus rupicola ou, selon les classifications, Dipodillus (Petteromys) rupicola, ou Gerbillus rupicola, est une gerbille du Mali décrite en 2002 par l'Institut de Recherche pour le Développement de Bamako d'après des études morphologiques et génétiques.